# Мыслибуж
Мыслибуж (пол. Myślibórz), Зольдин (нем. Soldin) — город в Польше, входит в Западно-Поморское воеводство, Мыслибуржский повят. Имеет статус городско-сельской гмины. Занимает площадь 15,04 км². Население — 11 642 человека (на 2013 год).

## Галерея

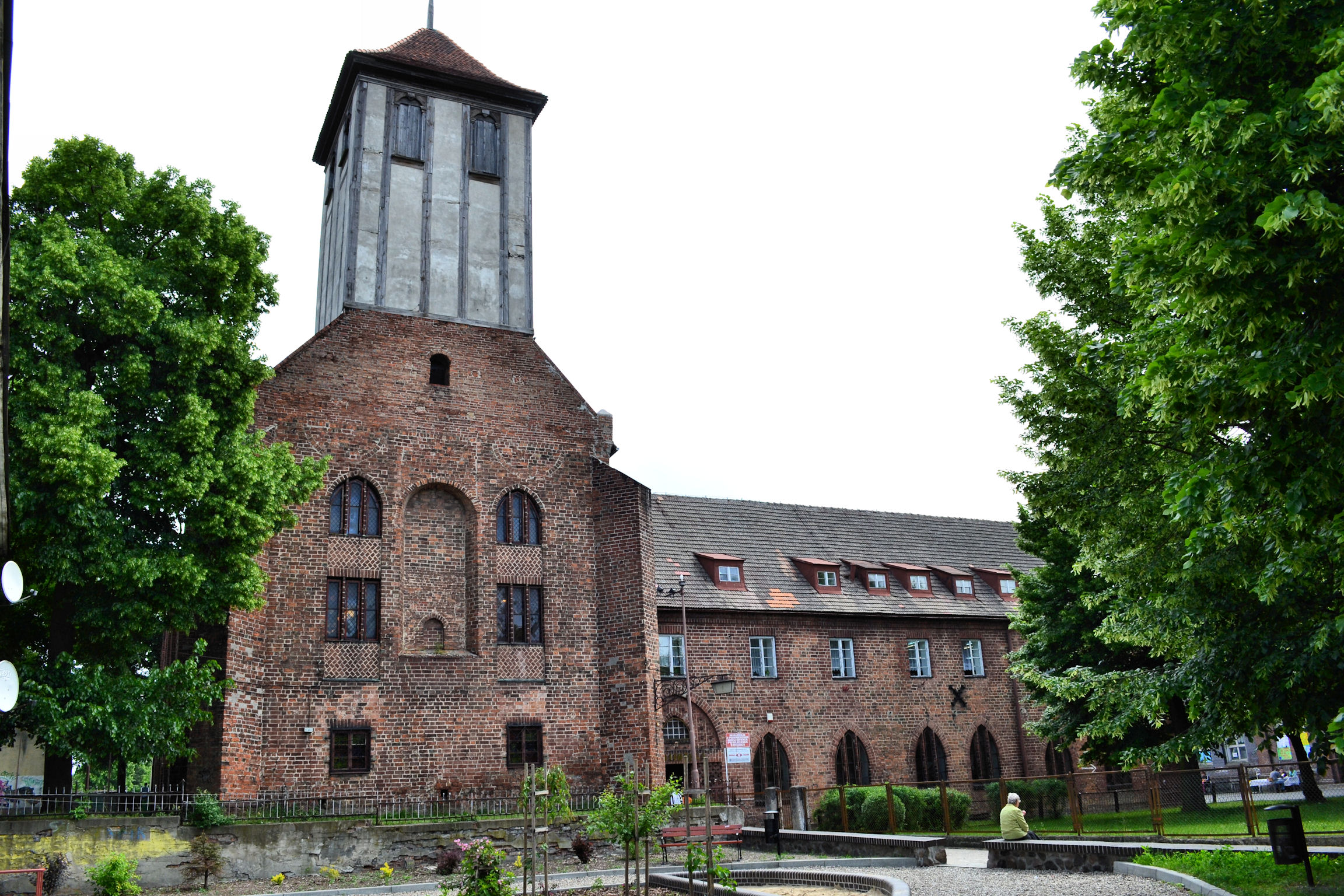
Бывший Доминиканский монастырь
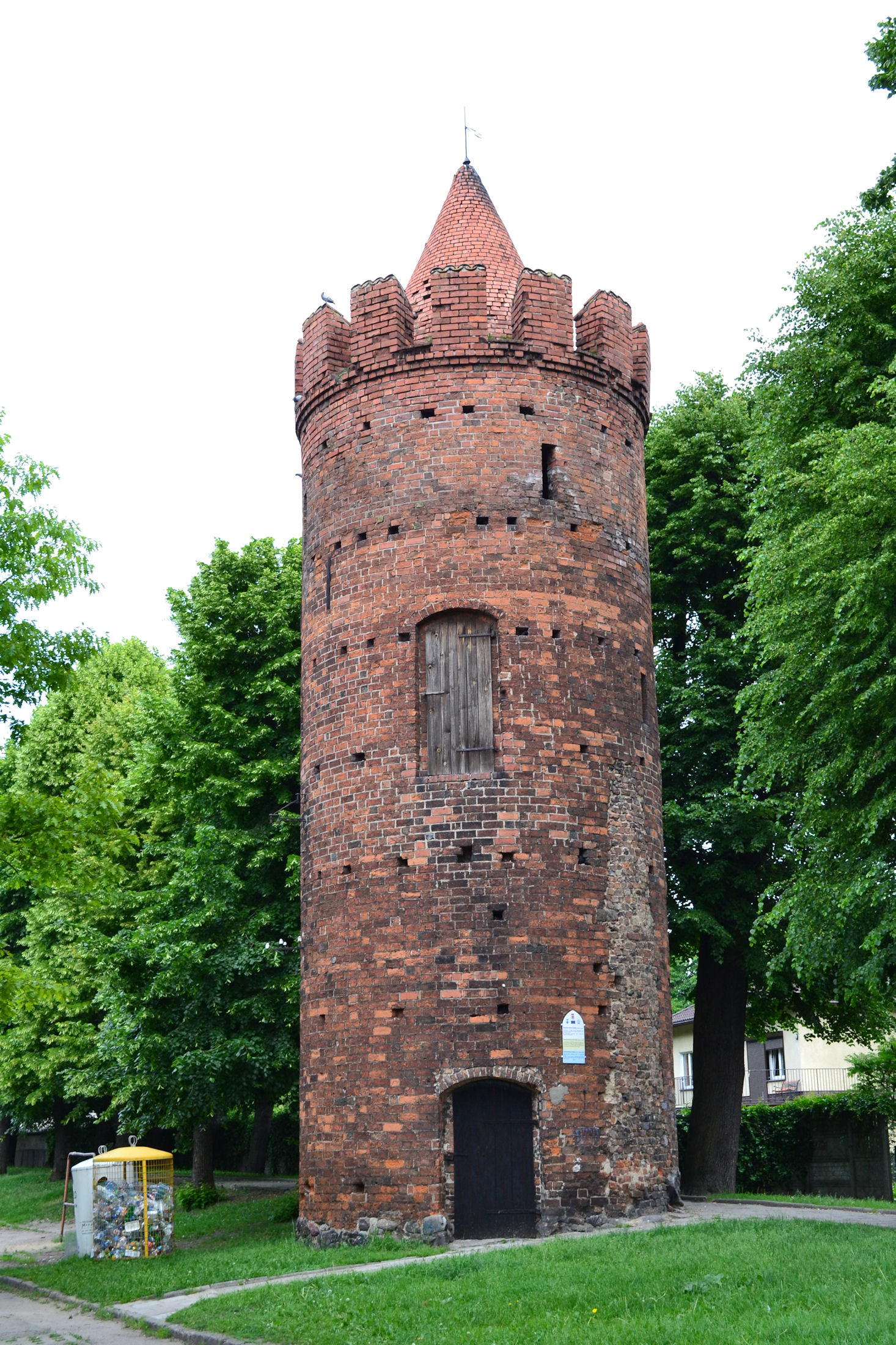
Пороховая башня
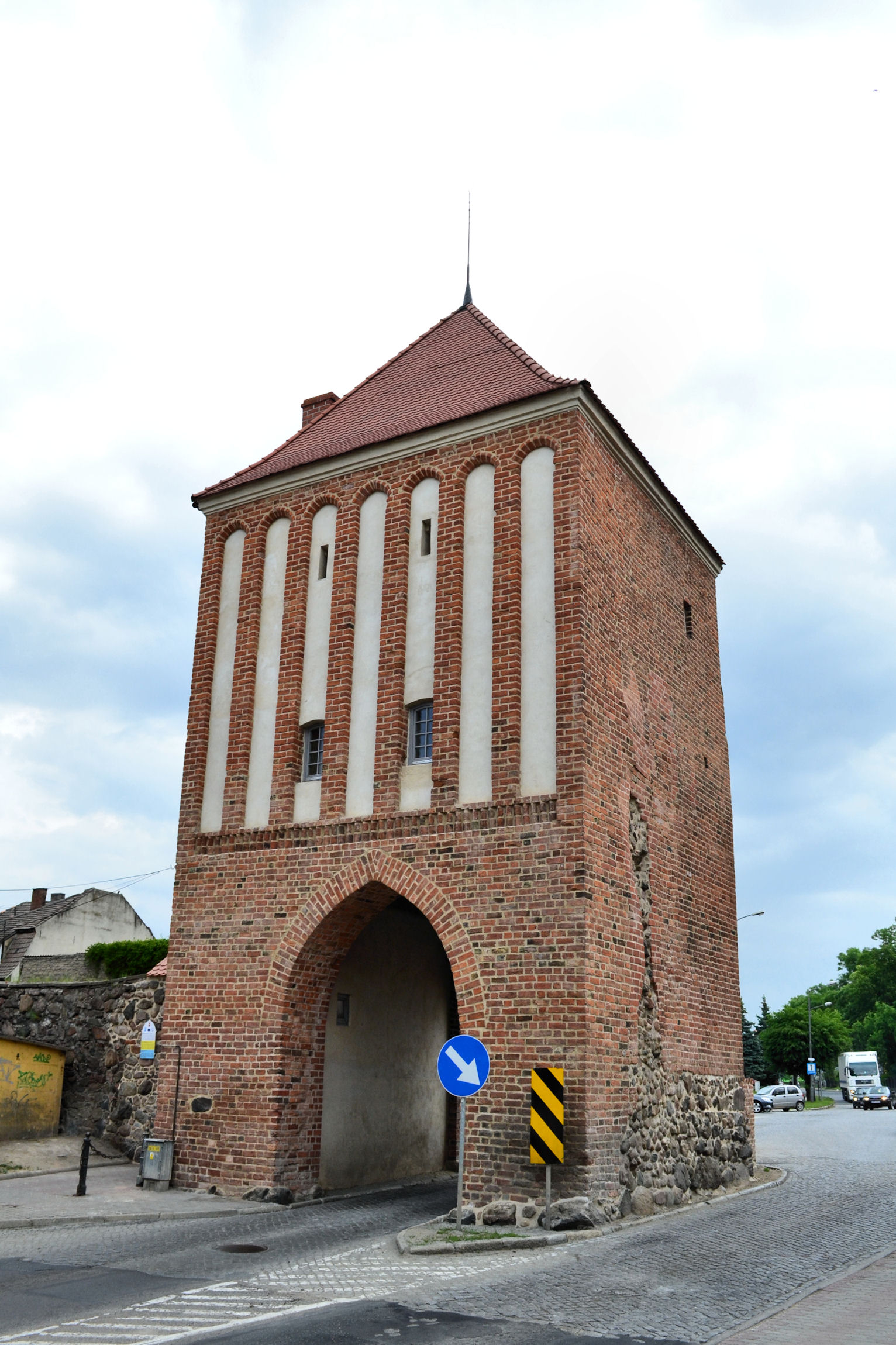
Нойенбюргерские ворота
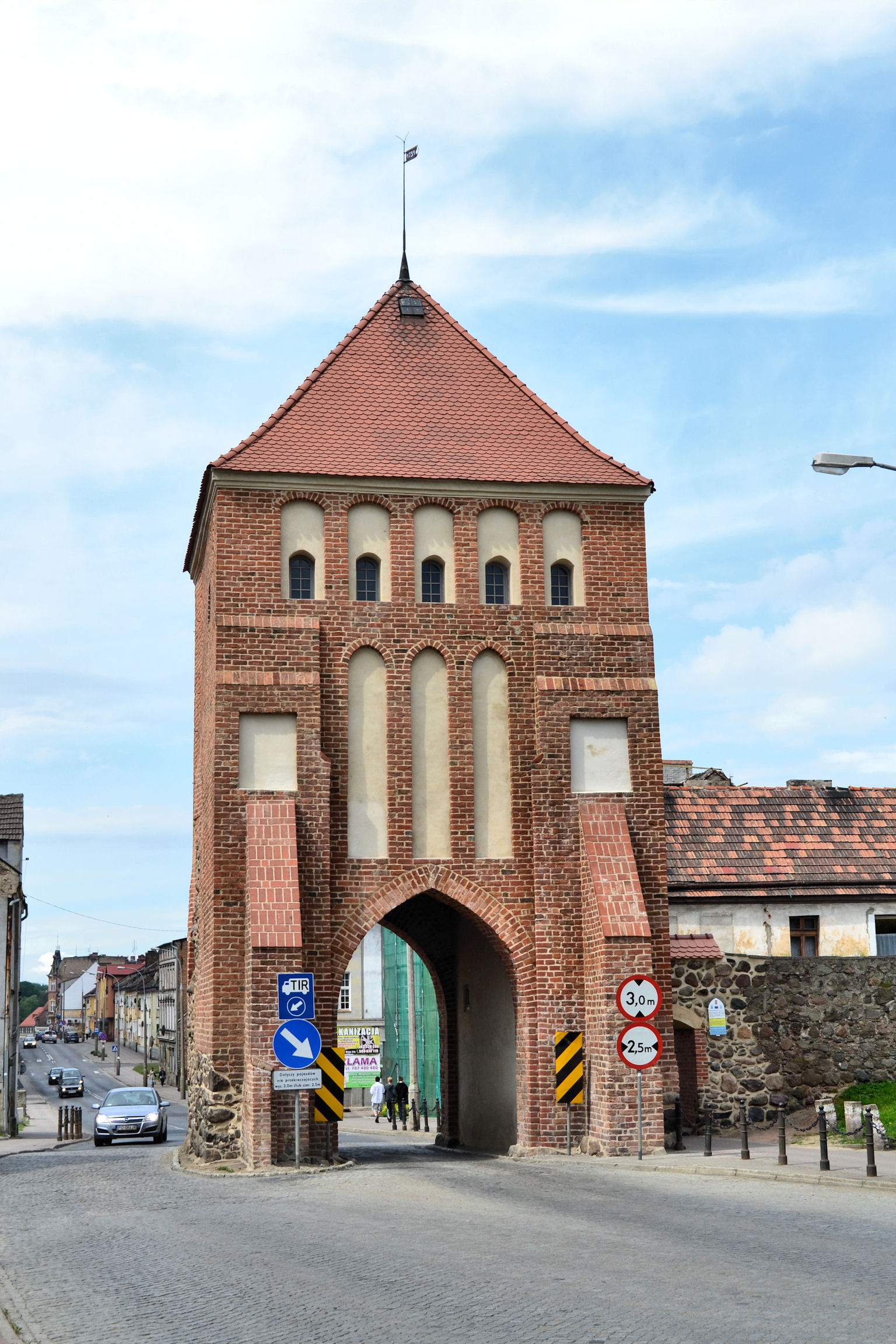
Нойенбюргерские ворота, с обратной стороны
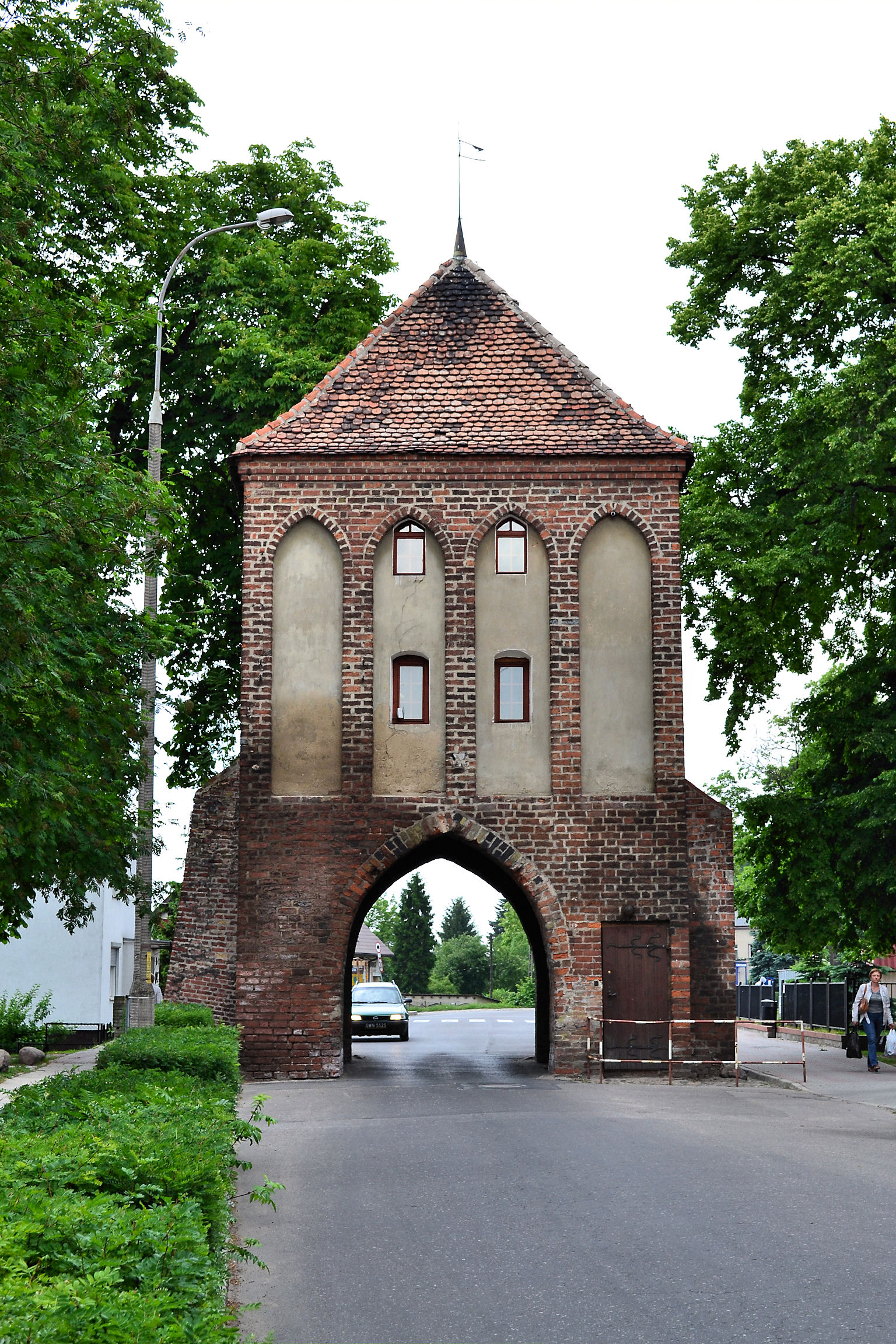
Пуритцерские ворота
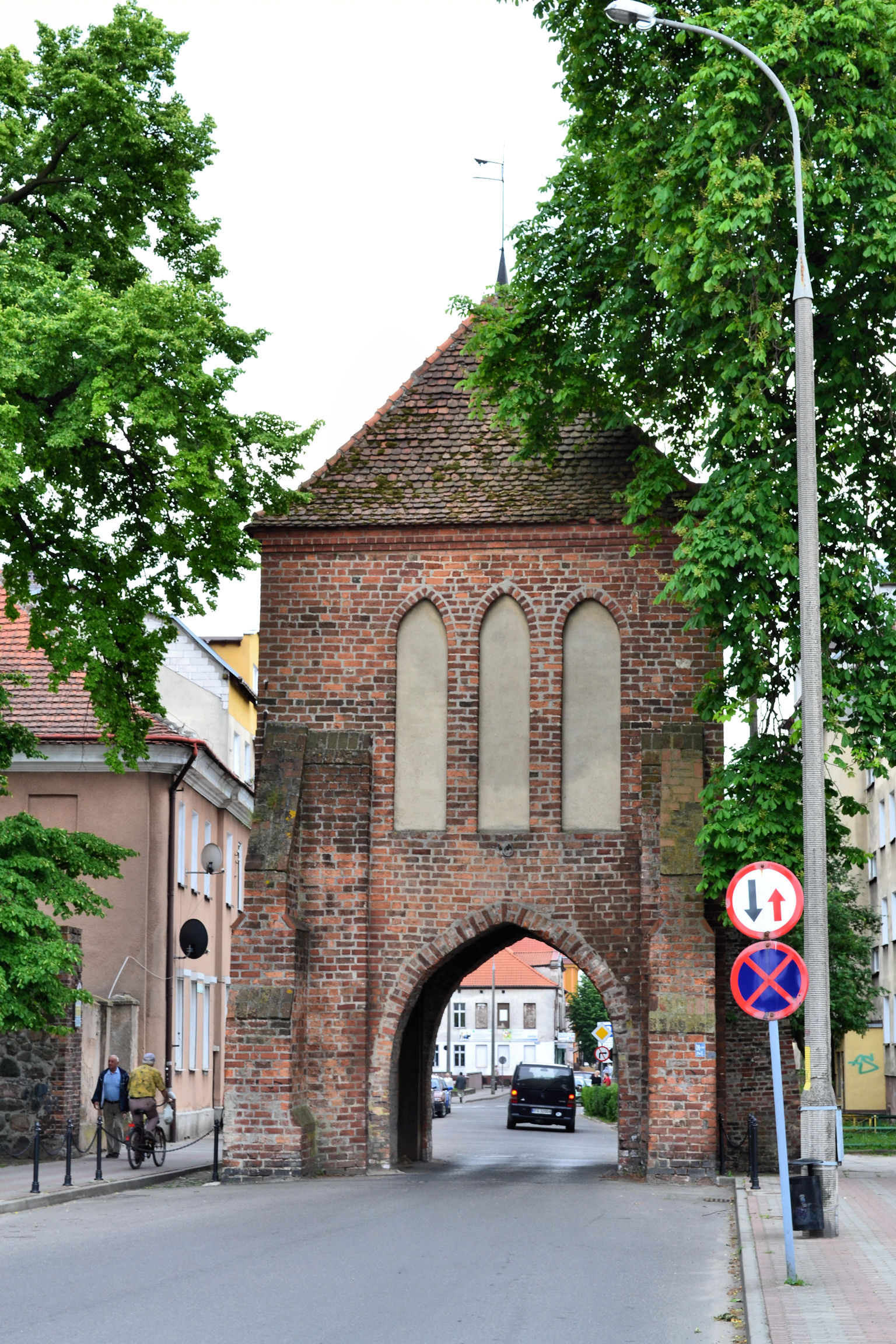
Пуритцерские ворота, с обратной стороны
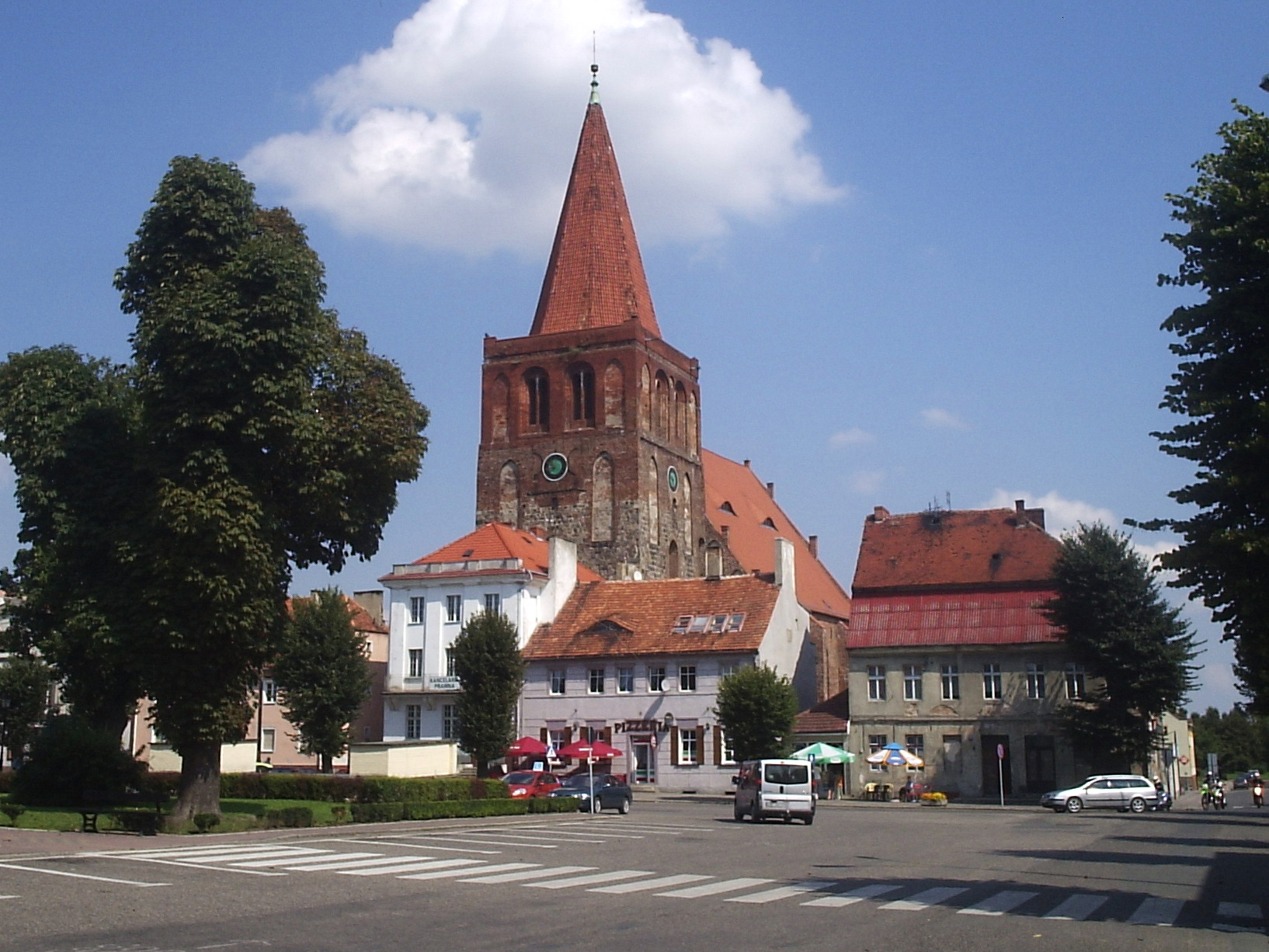
Рыночная площадь и кирха
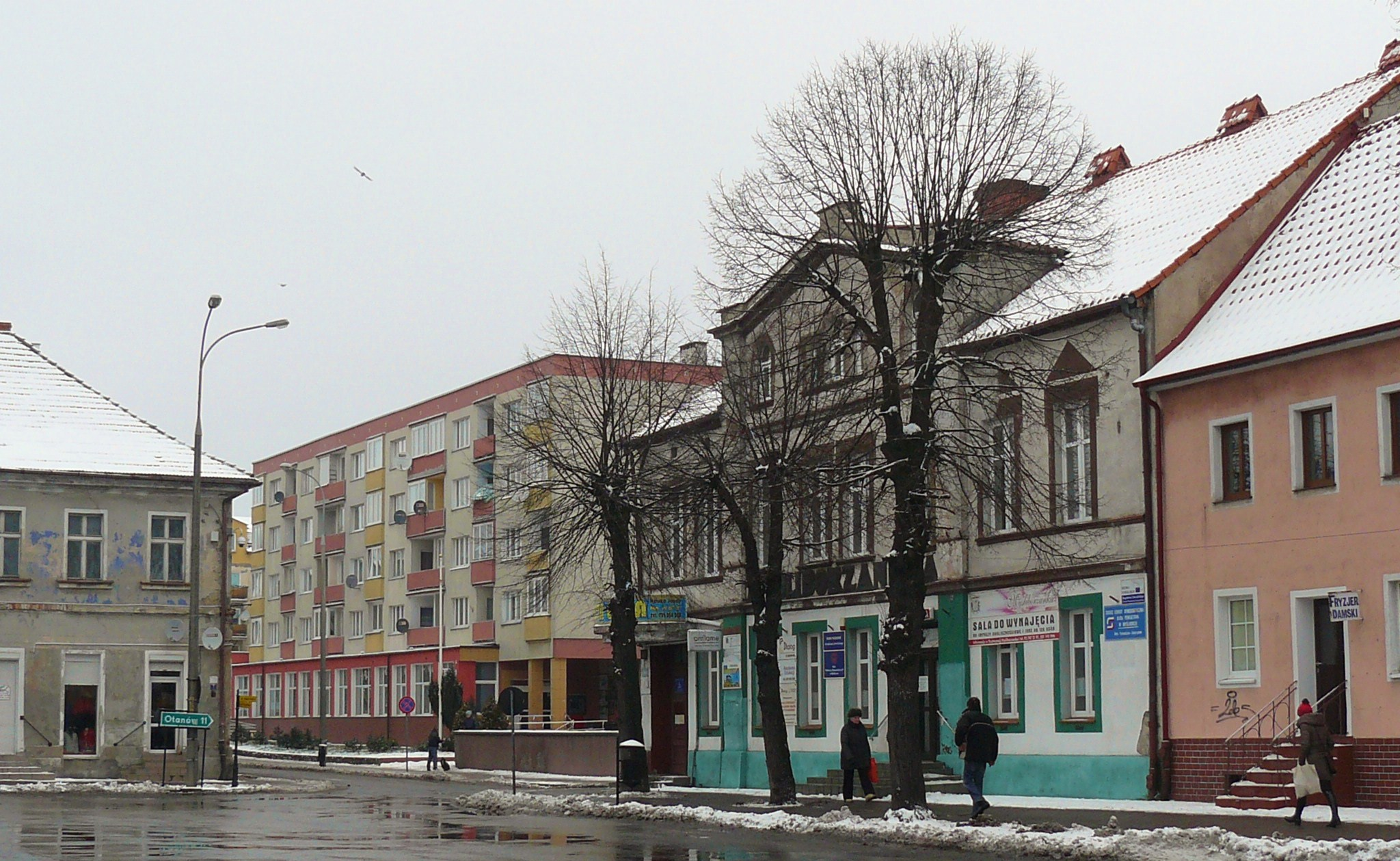
Рыночная площадь Зольдина